# 바리그
바리그(포르투갈어: Viação Aérea Rio-Grandense S.A.)는 1927년 설립되어 2006년, GOL 항공에 합병된 브라질의 항공사로 본사는 브라질 리우데자네이루에 있었다. 허브 공항으로 상파울루에 위치한 상파울루 구아룰류스 국제공항과 리우데자네이루에 위치한 리우데자네이루 갈레앙 국제공항이 있다.
브라질의 최초의 항공사이자 남아메리카의 항공사 중에서 아시아 노선을 유일하게 취항한 항공사로 또한 보잉 기종과 맥도넬더글러스 기종을 많이 보유 했으며 잠시 에어버스 기종을 뽑기도 했다. 1950년대에는 북아메리카와 유럽 지역 항로를 중심으로 발전해왔으며, 전성기인 1965년부터 1990년까지 브라질의 최대 항공사이자 선두 항공사로 군림 했으나 계속되는 경영난과 무리한 확장, 그리고 2001년의 9·11테러로 인해 파행 끝에 GOL 항공에 인수 후 합병했다. 보잉 747 항공기를 브라질 항공사 중에서 최초로 발주한 항공사이자 맥도넬더글러스 MD-11 기종을 많이 사용했다. 2006년 바리그 브라질 항공이 GOL 항공에 인수되어 합병 했으나 현재 바리그 리냐스 아에레아스라는(포르투갈어: VRG Linhas Aéreas) 이름의 전세 항공사로 서비스를 하고 있지만 원래의 바리그와 관계가 없다. 또한 에어 랭킹 온라인(영어: Air Ranking Online)에 따르면 바리그 브라질 항공의 안전은 가장 높은 A로 평가되었다. 순위는 1900년 이후로 100만 비행 당 치명적인 사고의 수를 바탕으로 누적하여 계산된다.

## 역사

### 초창기

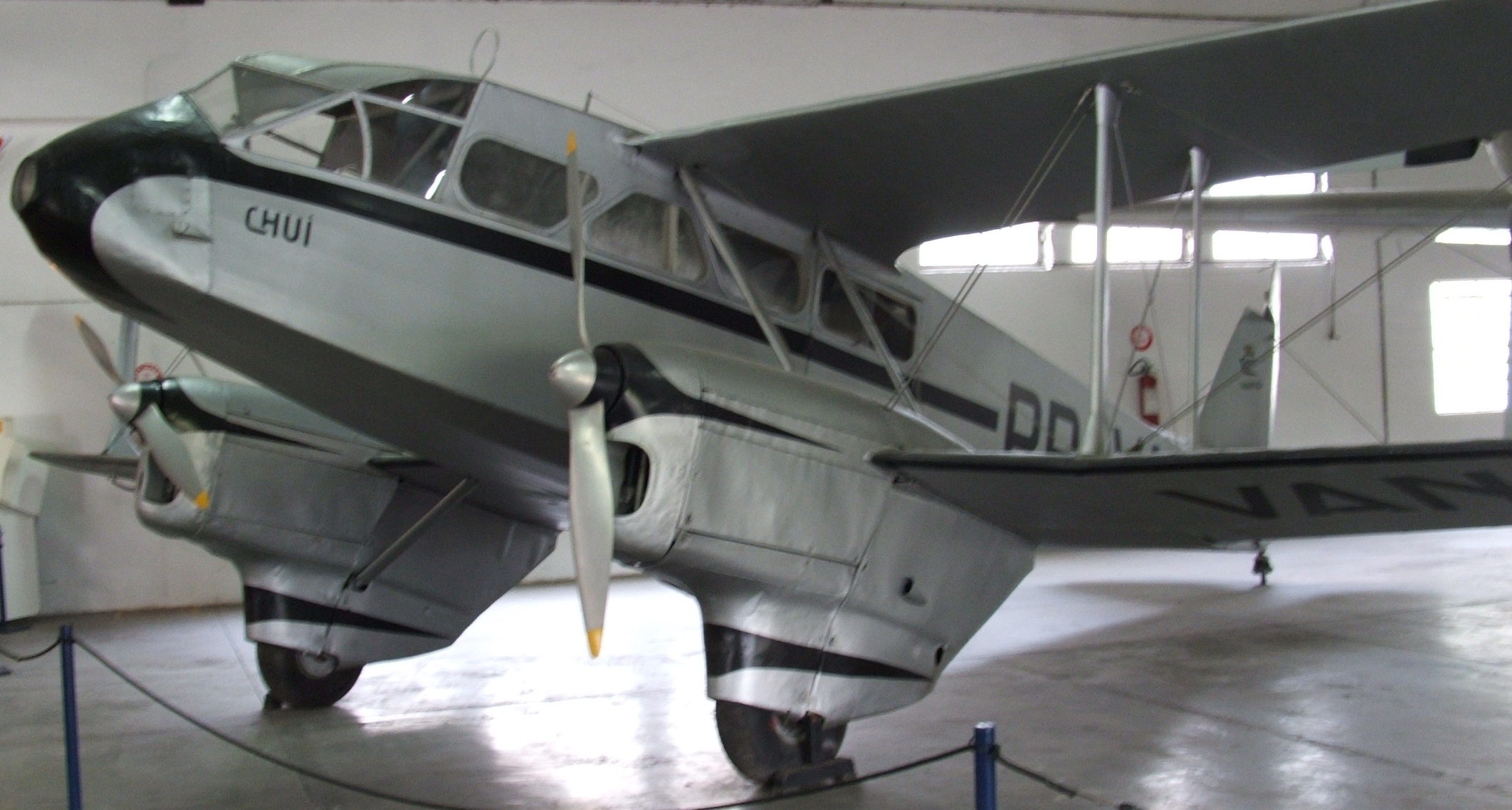
드 하빌랜드 드래곤 리피드 PP-VAN 복제품

1927년, 독일 출신 오토 에른스트 마이어가 브라질 최초의 항공사로 설립했다. 당시 도입된 비행기는 12인승 비행기로 당시의 최첨단 기종의 하나였다. 당시 마이어가 직접 조종 하는 첫 항공편 승객은 그의 친구 한 명만 있었다고 했다. 창업 초기만 해도 총 승객 수는 652명에 불과 했으나 그 후는 매년 성과를 높여갔다.

### 나치 정권과 경영진 교체
하지만 1930년대에 나치 정권이 들어서면서 독일 및 영국과 미국 사이의 긴장 속에서 미국의 정치와 경제적 영향력이 강한 브라질에서 나치 성향이 강한 회사의 경영 환경에 반발해 제2차 세계대전이 터진 이후 1930년대 후반에 경영진이 교체되었다. 제2차 세계대전이 끝난 이후 1946년에 더글러스 DC-3과 커트리스 C-66 기종을 도입했으며 1952년에 아에로갈라와 합병 후 남아메리카 지역을 중심으로 북아메리카와 유럽 주요 도시에 취항하면서 사업을 확장했다.

### 노선 확장과 전성기

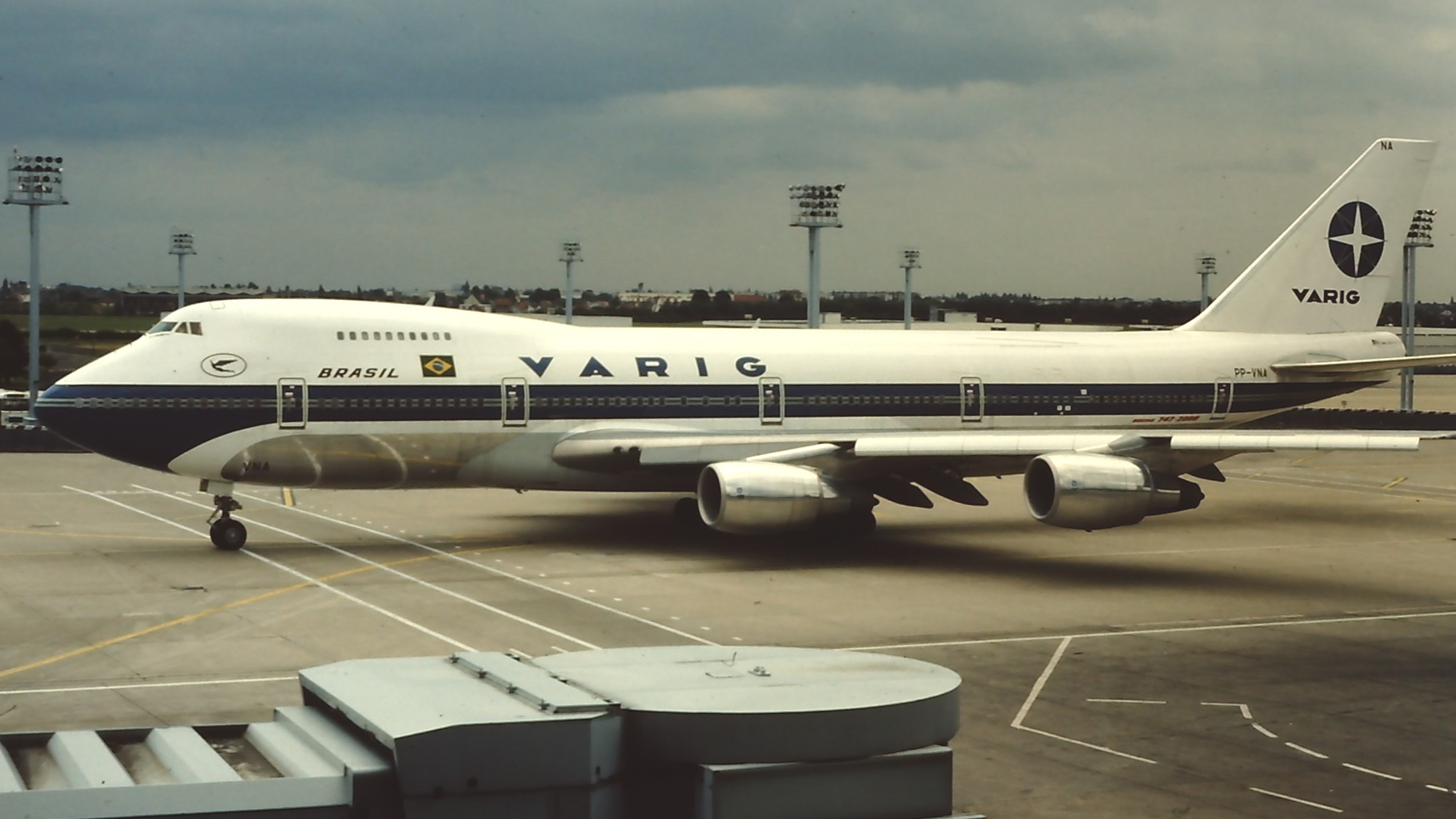
바리그 브라질 항공의 보잉 747-200 (퇴역)

1959년에 제트기를 도입했으며 1961년에 최초로 일본 노선을 취항하게 되었다. 또한 보잉 707, 콘에어 990, 대한민국 노선에 취항을 했으며 1970년대에 맥도넬더글러스 DC-10-30, 보잉 747-200 기종을 도입해 국제선의 좌석 공급수가 급속히 증가했다. 또한 같은 해에 국내선 항공사인 크루즈 항공을 인수 후 합병하는 등 노선을 확대했다. 또한 브라질 최초로 에어버스 A300B2를 도입해 취항하기 시작했다. 또한 사업 확대의 일환으로 호텔까지 설립하는 등 계속해서 확대해 나갔다. 1980년대와 1990년대에 보잉 747-300C, 보잉 747-400을 도입해 1991년에 대한민국에 최초로 취항했으며 이어 1993년에 태국를 취항했다. 그러나 높은 유지비로 인해 보잉 747-400은 도입한 지 3년 만인 1994년에 퇴역했다.

### 로고 변경 및 가입
1997년 5월에 발족한 항공 동맹인 스타얼라이언스로 같은 해 10월에 6번째 회원사가 되었다. 또한 이 때 CI 변경이 이루어졌고, 로고 변경된 이래 70년 이상 한 번도 변화된 적이 없어서 장비의 색도 일부를 제외하고 변경되었다. 그 후에 이름 국가명의 브라질(영어: Brasil)의 크기와 위치를 변경하는 등 몇 번의 마이너 체인지를 실시한 끝에 브라질 축구 대표팀 공식 직업 색칠과 FIFA 월드컵 우승 기념도색과 설립 75주년 기념한 특별 도장을 적용했다.

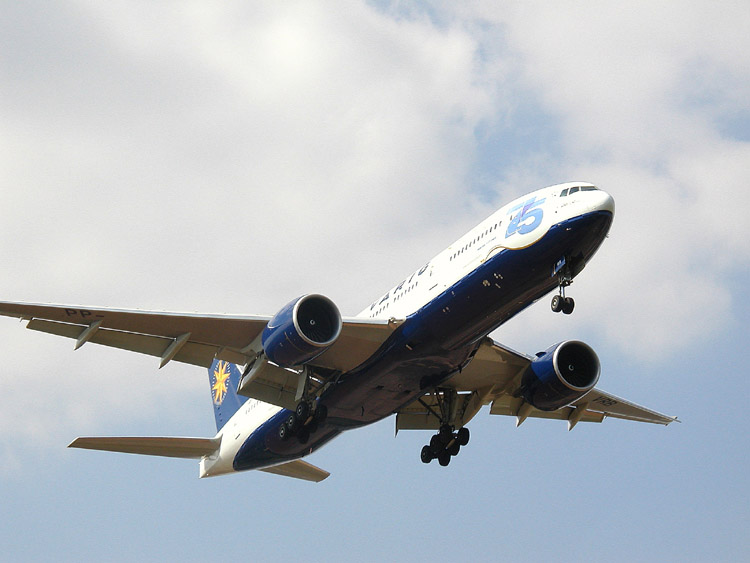
바리그 브라질 항공의 보잉 777-200ER (퇴역)

### 쇠퇴
그러나 1980년대부터 브라질 정부가 항공 요금을 동결하면서 경영난에 빠졌다. 그로 인해 2000년대까지 만성 적자에 시달리면서 2005년에 약 34억 달러의 부채를 지고 있었다. 또한 브라질발 요하네스버그 경유 홍콩, 태국 국제선을 비롯해 코펜하겐 국제선 등 수익성이 떨어진 장거리 노선을 많이 운항했을 뿐더러 강력한 노조 활동으로 인한 높은 비용으로 체질을 개선하지 못했다. 여기에 엎친데 덮쳐 국내선 점유율이 TAM 항공과 지역 항공사 또는 저가 항공사에 밀린데 이어 2001년에 발생한 9·11테러는 경영난을 더욱 악화시켰다. 그로 인해 2006년 11월에 일본 노선을 취항을 중지 했으며 2005년 6월에 브라질 법원에서 파산을 신청했다.

### 구조 조정과 노선 축소
2006년 항공기 임대 수수료를 지불하지 않아 경영 위기가 심각해지고 국제선 결항률이 60%를 초과하는 등 문제가 대두되고 있었다. 채권단은 항공사가 보유하고 있던 항공기와 영업 분야를 나눠서 매각하기로 결정했다. 하지만 투자자가 나타나지 않아 파산 위기에 몰리게 되었고 그와 동시에 직원들을 해고 했으나 여승무원의 반발로 플레이보이 모델을 통해 시위를 한 적도 있었다. 결국 전체 항공 노선 가운데 국제선 50%, 국내선 30%의 운항이 중단됐다. 또한 지속적인 경영난으로 인해 프랑크푸르트 국제선만 취항이 가능 했으며 2007년 1월에 경영 부실과 노선 축소 등의 이유로 스타 얼라이언스의 회원 자격을 박탈 당했고 게다가 대주주였던 프루나 항공을 우루과이 정부에 매각된데 이어 화물 항공사인 바리그 로그는 TAP 포르투갈의 자회사로 편입했으나 두 항공사 모두 2012년에 운항이 중단되고 말았다.

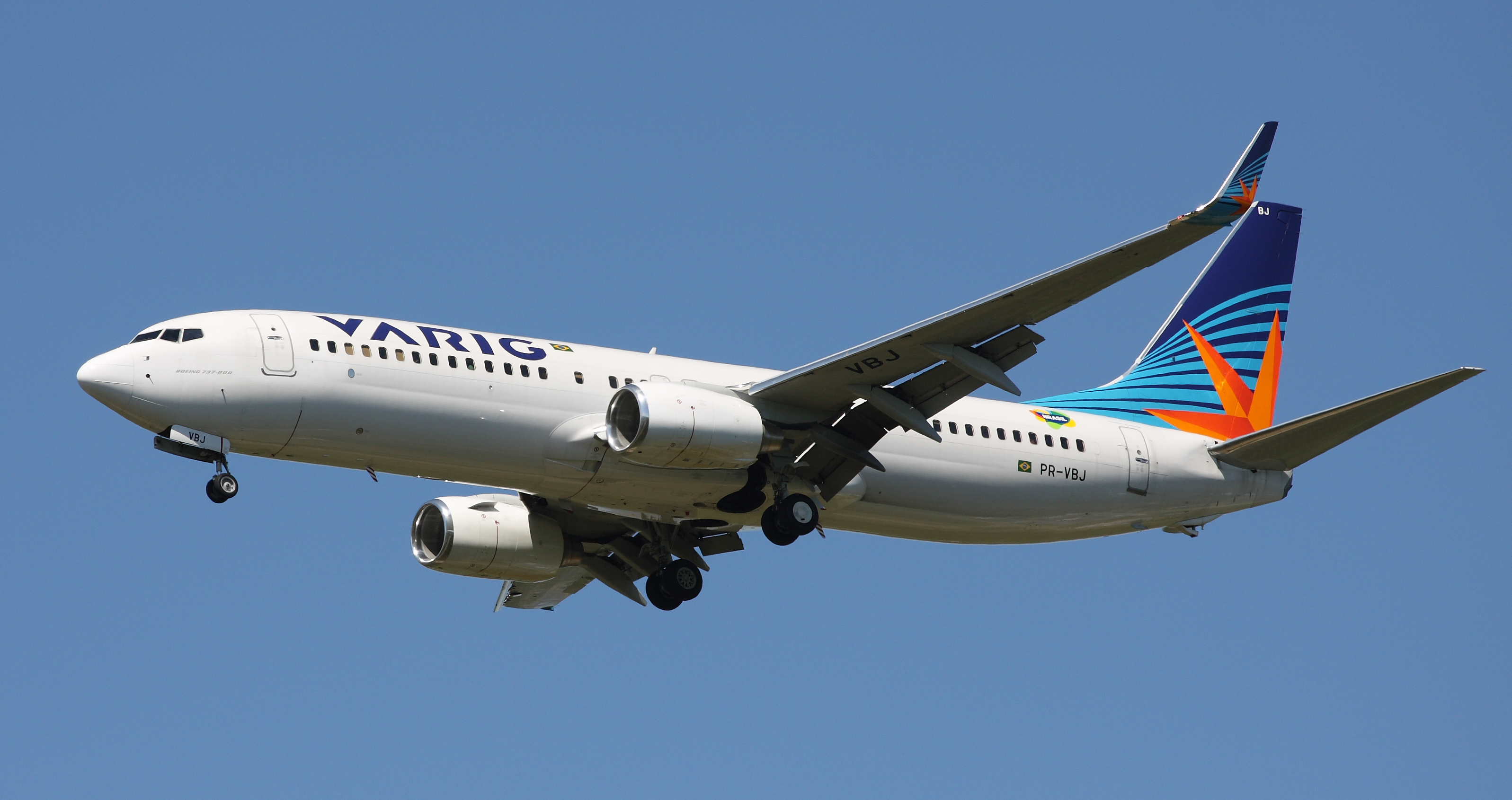
바리그 브라질 항공(GOL 항공)의 보잉 737-800 (퇴역)

### GOL 항공의 인수
이후 2007년 3월 28일에 브라질의 저가 항공사인 GOL 항공에 인수 되었다. 이후 새로운 로고와 새로운 도장을 2007년 9월에 발표한데 이어 보잉 767과 보잉 787 드림라이너 도입을 통해 국제선 재취항을 하면서 유럽, 멕시코시티에 취항한데 이어 2008년에 운항 장비 조달에 함께 미국 국제선 노선을 중심으로 수요가 회복될 계획이라고 발표했다. 또한 GOL 항공의 발표에 따르면 운항은 VRG 항공 (포르투갈어: VRG Linhas Aéreas)은 바리그 브라질 항공 명의로 계속 진행되면서 새로운 로고와 새로운 도장을 2007년 9월에 발표했다.

### GOL 항공에 합병
그러나 2008년 5월, 프랑크푸르트 등 일부 장거리 국제선이 운행되고, 유럽에 국제선은 파리만 운행했다. 같은 해 8월에 파리 노선도 운항하게 되었다. 동년 11월에 모든 국내선 노선이 GOL 항공에 통합되어 바리그 브라질 항공은 국제선만 운항하게 된다고 발표되었다. 그 운항하는 국제선은 보고타와 카라카스, 부에노스아이레스, 산티아고등 남아메리카의 국제선 노선 뿐이다.
또한 2009년 6월에 모든 항공편이 GOL 항공으로 통합되면서 지금까지 사용하던 "RG"며 "VRG"코드는 자취를 감추게 되었다. 또한 웹사이트는 현재 GOL 항공 웹사이트에 통합되어 운영하고 있다. 2010년에 국제선 전세편 운항을 시작한다고 발표해 현재는 국제선 전세기만 취항하고 있다.

## 상용 고객 우대 프로그램

### 스마일
1994년 6월에 시작한 가입 무료 상용 고객 우대 프로그램은 스마일은 모기업의 GOL 항공을 포함해 바리그 이외의 제휴사는 2007년 12월 이전까지만 해도 존재하지 않았지만 2008년 10월 16일부터 GOL 항공으로 통합 후 에어프랑스, KLM에 이어 2009년 8월 1일부터 아메리칸 항공 항공편에 탑승도 마일리지 적립 및 이용이 가능하게 되었다.
바리그 브라질 항공 비행 거리 외에도 100개 이상의 파트너 호텔과 렌터카, 신용카드의 이용에서도 마일을 쌓을 수 있다. 또한, 비즈니스 클래스는 25% 추가 마일이 늘어난다. 이용 실적에 따라 블루, 실버, 골드, 다이아몬드의 4개의 회원 자격 제도로 나눌 수 있으며, 골드 이상의 승급은 일반석 이용 시에도 라운지를 사용할 수 있으며 다양한 혜택이 준비되어 있다.
특전으로 무료 항공권이나 이코노미 클래스에서 비즈니스 클래스로 업그레이드 특전이 제공되는 다른 회원은 회원 자격에 관계 없이 공항 주차 할인 서비스도 받을 수 있다.

### 스타 얼라이언스시대
스타 얼라이언스 회원 당시 그 광대한 네트워크는 라틴 아메리카 최대의 마일리지 프로그램이 있었다.
승급 제도가 있어 바리그 브라질 항공을 비롯해 자회사와 스타 얼라이언스 회원사 마일 적립편 20,000 마일 또는 25편으로 실버, 50,000마일 또는 60편으로 골드, 100,000마일 또는 100편 다이아몬드로 승격되고, 우선 체크인 및 우선 탑승 라운지 이용 발권 수수료 면제의 혜택이 있다. 이 외에도 소유자라고 초대장의 회원도 존재했다.
타사와 다른 점이 있다면 실버 골드 다이아몬드의 각 상급 회원의 유효 기간이 내후년 3월까지 사용할 수 있기 때문에 타사보다 몇 년 이상 사용이 가능했다. 또한 12개월 동안 고급 회원 자격 유지에 필요한 비행 마일을 적립하지 못한 경우 타사는 즉시 일반 회원으로 되어 버리는 한 단계의 수준 낮추는 것만 끝난다. 그 때문에 한번 다이아몬드를 취득하면 적어도 3년 이상 스타 얼라이언스 골드 회원을 유지할 수 있었지만 2007년 1월에 스타 얼라이언스의 자격을 박탈되면서 더 이상 보너스 적립이 불가능 했다.

## 바리그 항공 박물관
바리그 브라질 항공의 본거지인 포르투알레그레 공항 관리 지역 내에 바리그 브라질 항공의 역사를 모은 바리그 항공 박물관 (포르투갈어: Museu da Varig)이 있다. 발족 당시의 자료에서 역대 항공기 패널 사진과 1950년대의 비행 시뮬레이터 등이 전시되어 있다. 야외에서 과거의 항공기 중 하나인 더글러스 DC-3가 전시되어 자유롭게 객실이나 조종석에 들어갈 수 있다.
입장료는 무료이지만, 유지 관리 지역 경비원 신분 증명서의 제시와 금속 탐지기를 통과해야 한다. 또한 유지 보수 공장의 촬영은 불가능하지만 더글러스 DC-3 및 박물관 자료에 대하여는 촬영이 가능하다.

## 갤러리

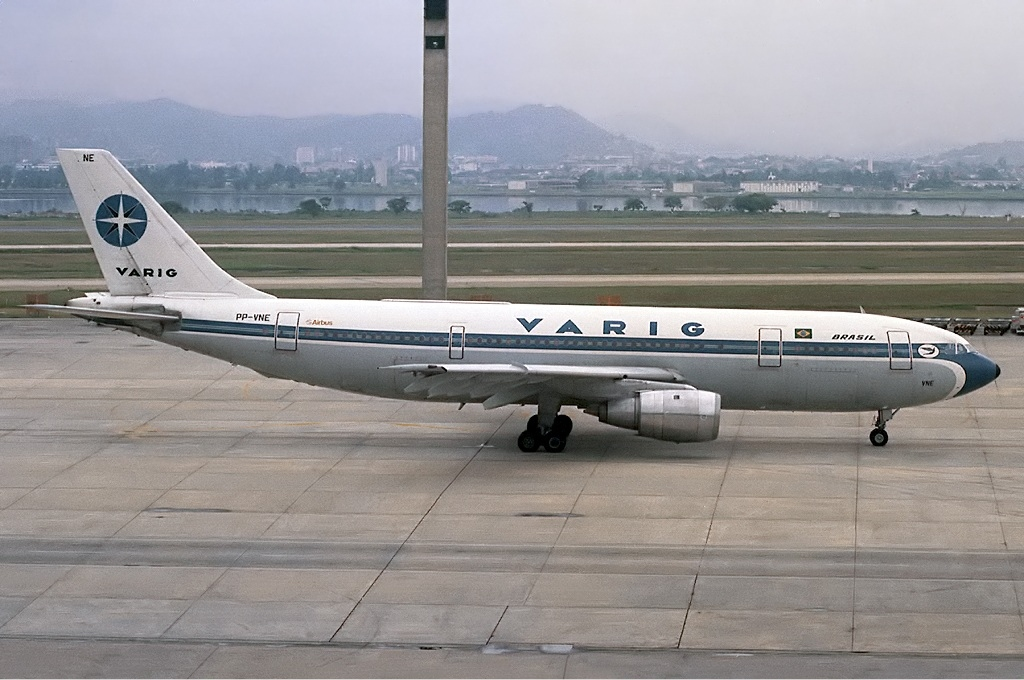
바리그 브라질 항공의 에어버스 A300 (퇴역)
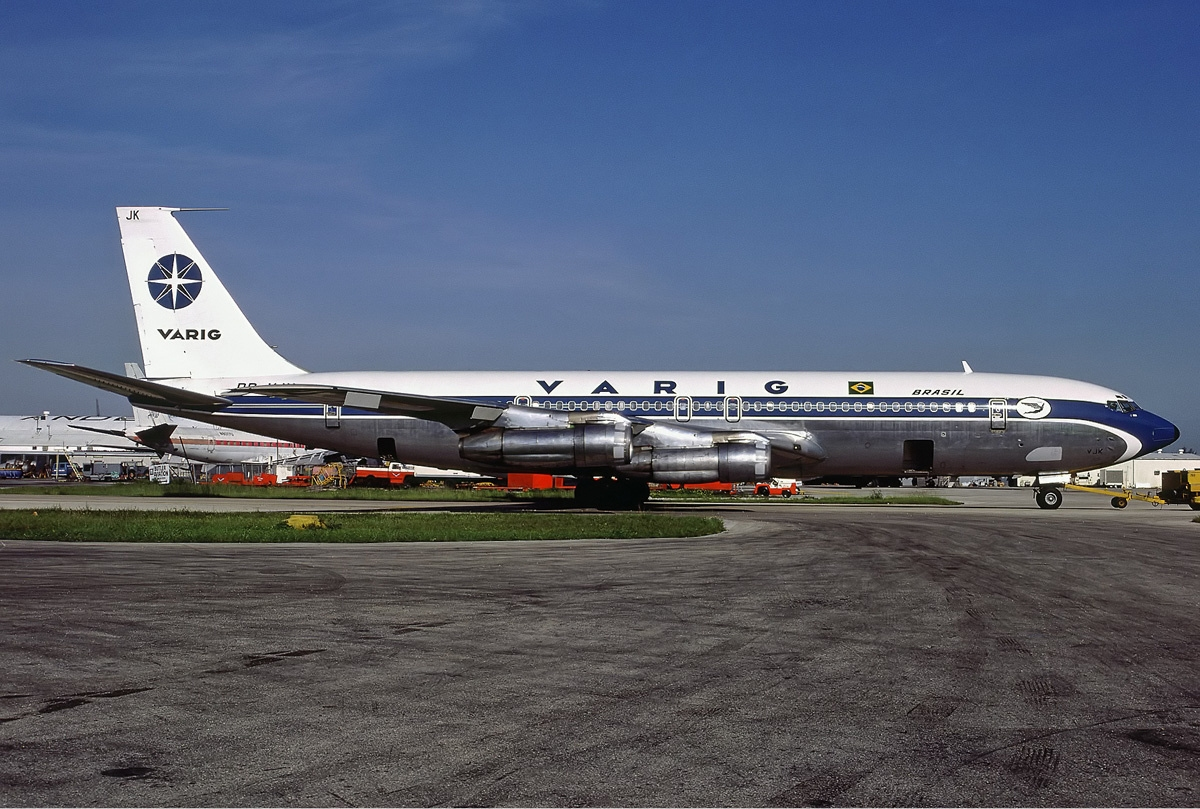
바리그 브라질 항공의 보잉 707-320 (퇴역)
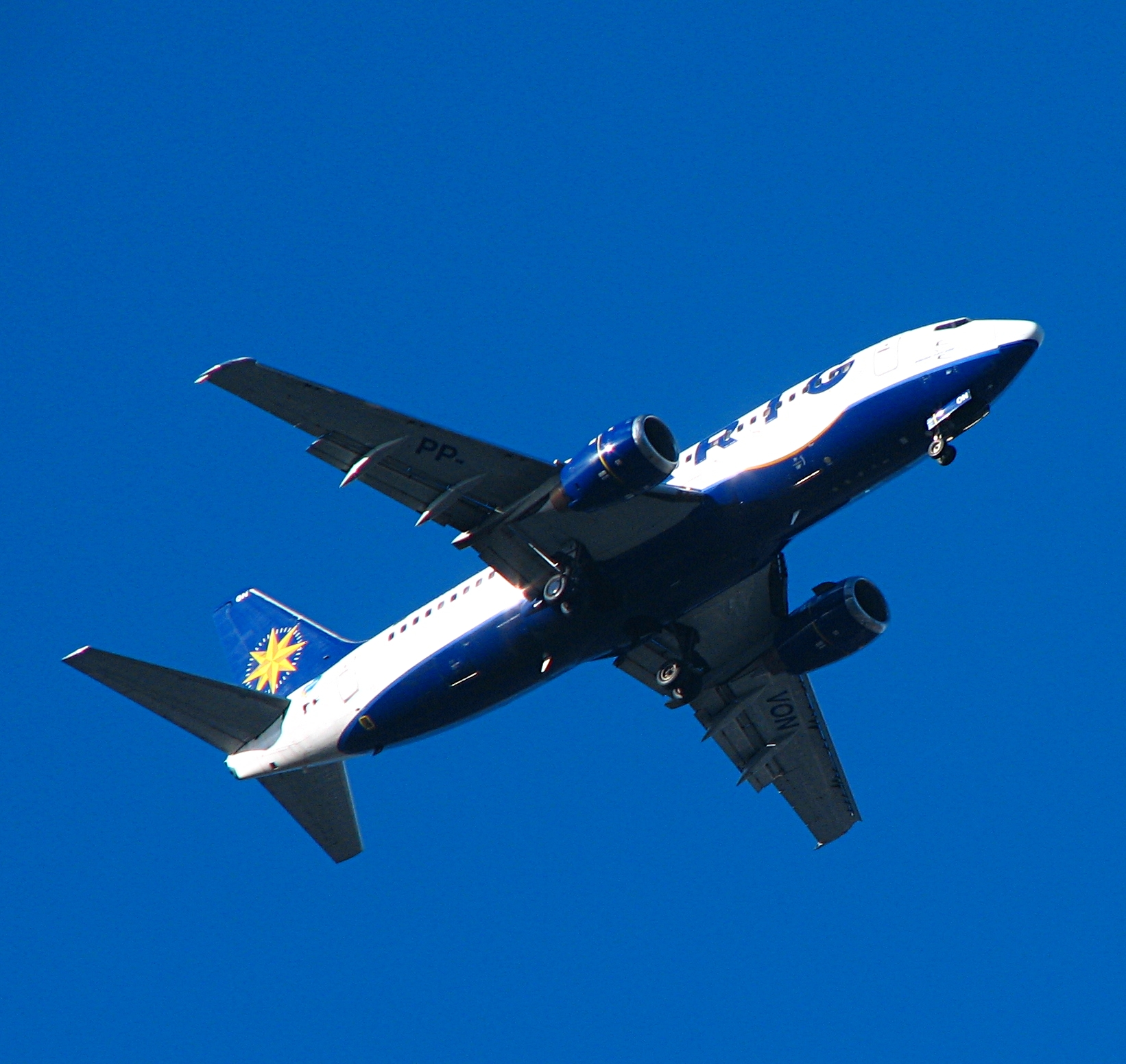
바리그 브라질 항공의 보잉 737-300 (퇴역)
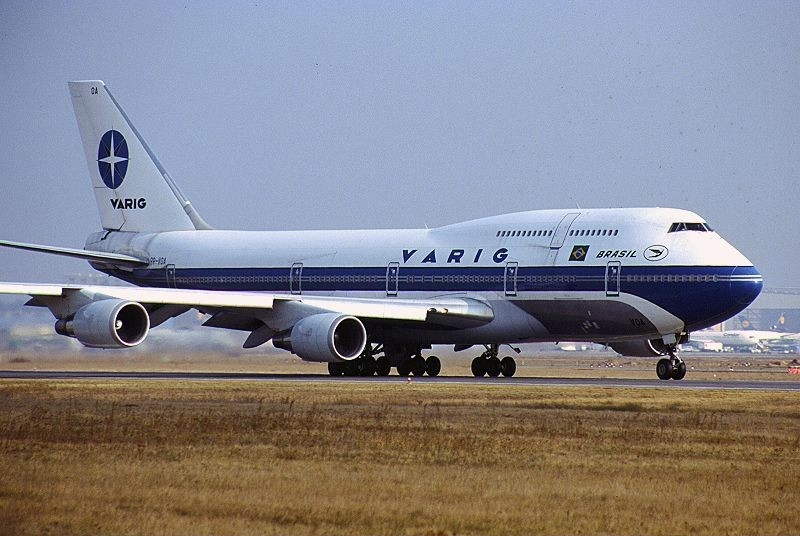
바리그 브라질 항공의 보잉 747-300 (퇴역)
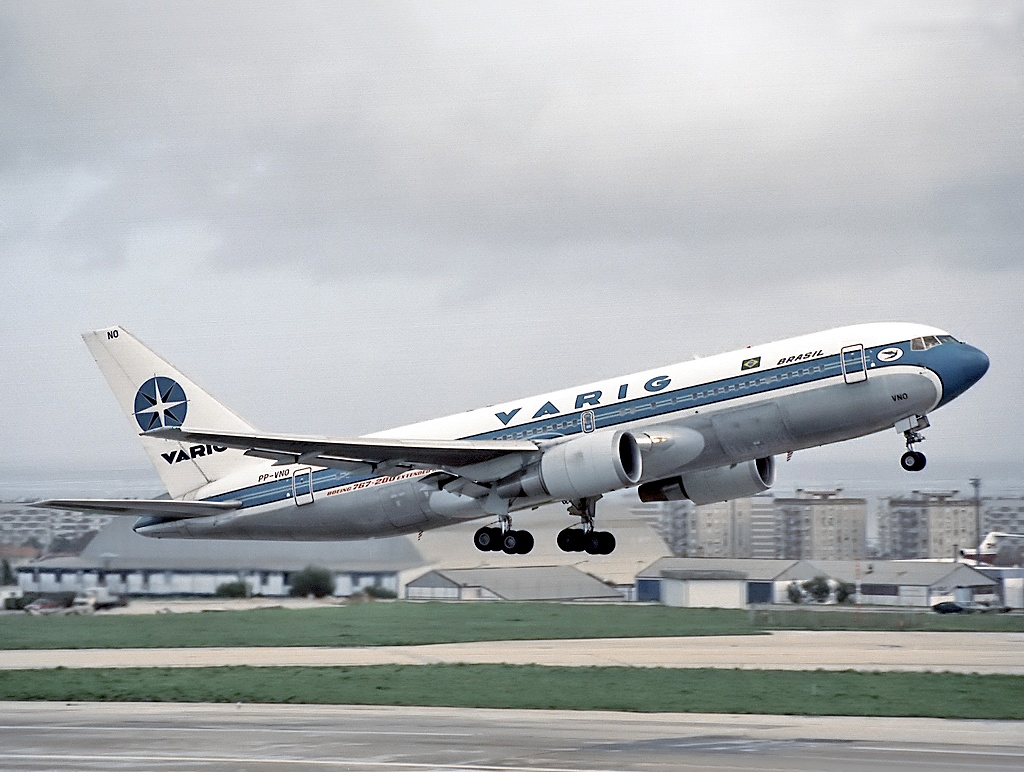
바리그 브라질 항공의 보잉 767-200ER (퇴역)
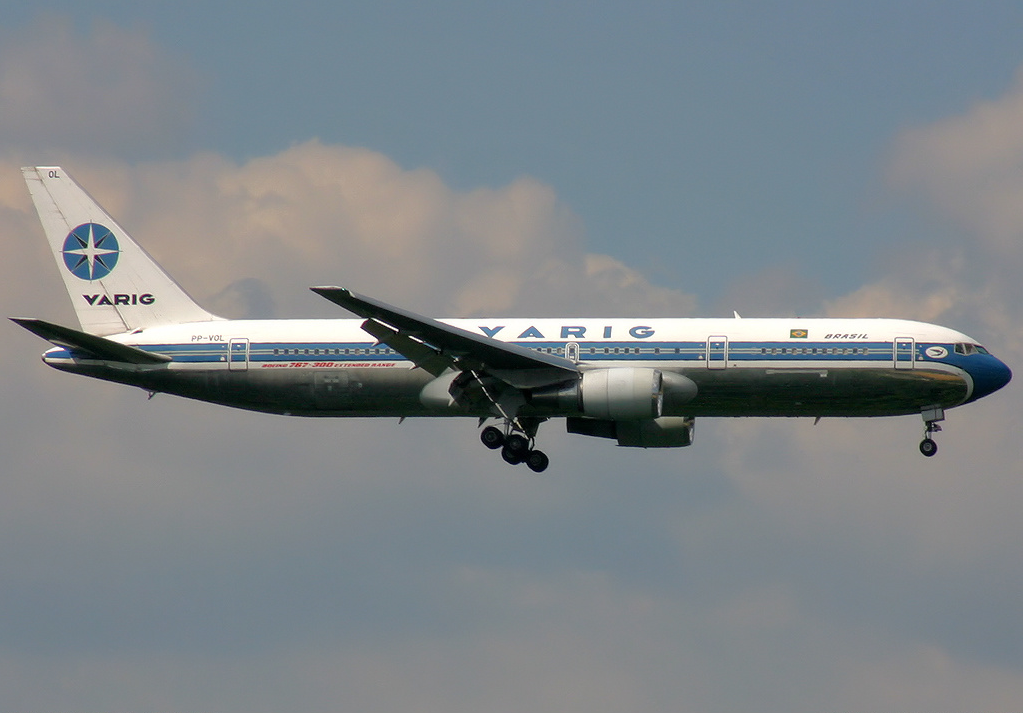
바리그 브라질 항공의 보잉 767-300ER (퇴역)
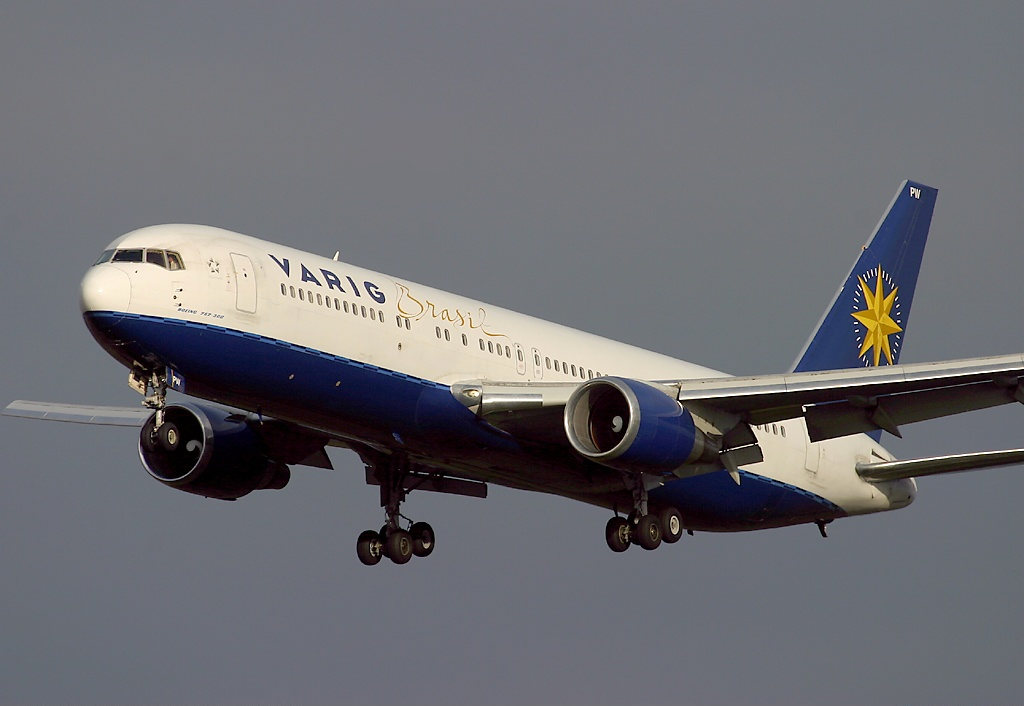
바리그 브라질 항공의 보잉 767-300ER (퇴역)
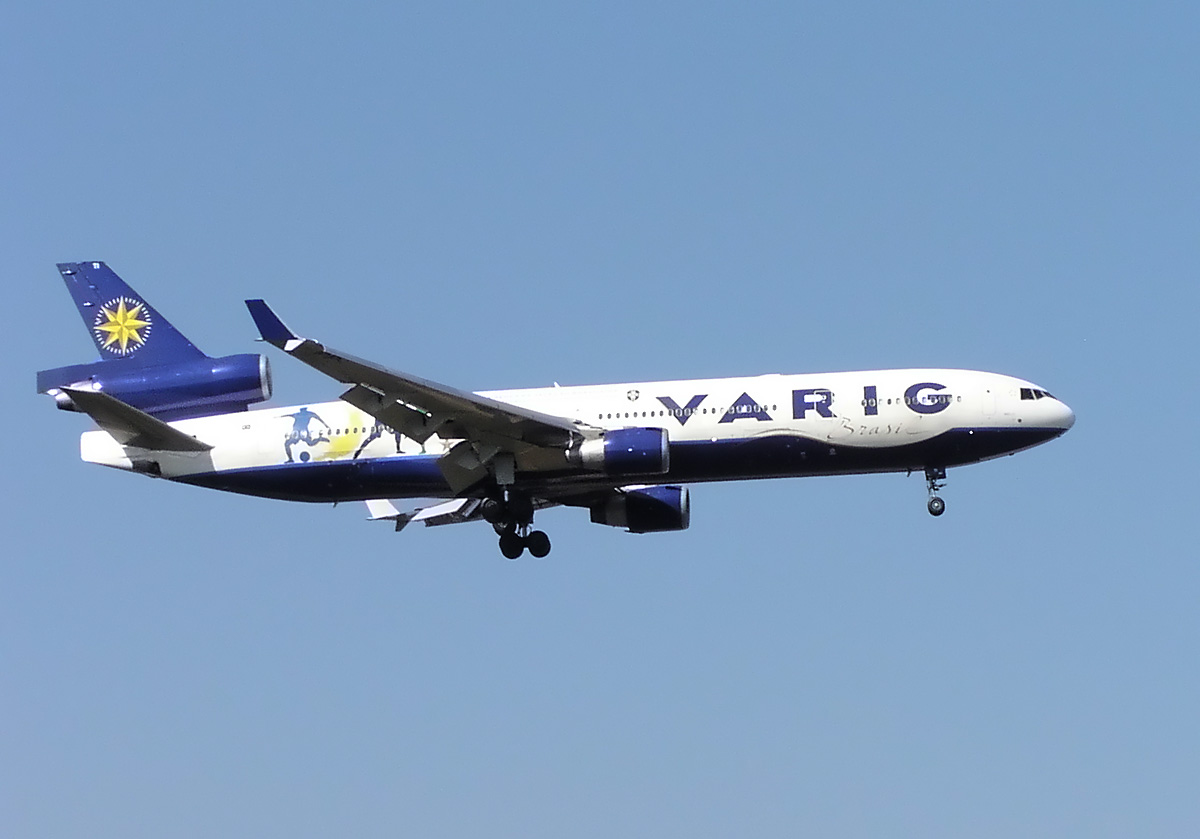
바리그 브라질 항공의 맥도넬더글러스 MD-11 (퇴역)
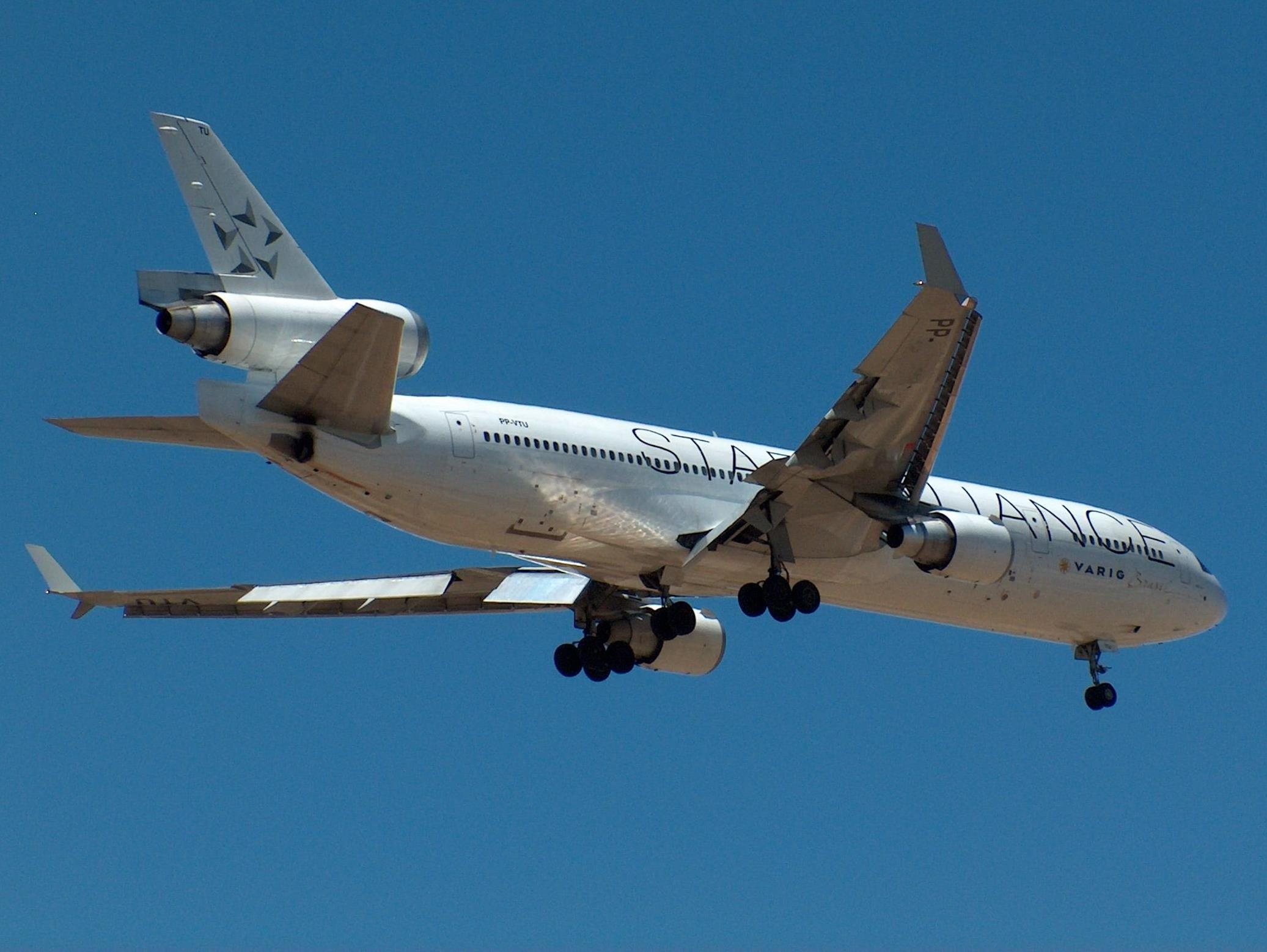
스타 얼라이언스 도장을 적용한 바리그 브라질 항공의 맥도넬더글러스 MD-11 (퇴역)

## 같이 보기
- GOL 항공
- VASP 항공